# Liên minh Quốc tế các Đại học nghiên cứu
Liên minh các Đại học nghiên cứu (tiếng Anh: International Alliance of Research Universities, viết tắt là IARU) là Cơ quan cộng tác chính của 10 trường Đại học Quốc tế chuyên nghiên cứu sâu, được thành lập vào tháng 1/2006. Hiện nay giáo sư Ian Chubb, hiệu phó Đại học Quốc gia Úc được bầu làm chủ tịch cho nhiệm kỳ 2006 - 2007.
Các thành viên của Liên minh:
- Đại học Quốc gia Úc
- Đại học Cambridge
- Đại học Oxford
- Đại học California tại Berkeley
- Đại học Yale
- Đại học Bắc Kinh
- Đại học Quốc gia Singapore
- Đại học Tokyo
- Đại học Copenhagen
- Đại học ETH Zürich